# Harleian Collection
Die Harleian Collection ist eine Sammlung von Handschriften, die von dem britischen Staatsmann Robert Harley, 1. Earl of Oxford and Earl Mortimer (* 1661; † 1724) und seinem Sohn Edward Harley, 2. Earl of Oxford and Earl Mortimer zusammengetragen wurde. Neben den Cotton MSS und den Sloane MSS gehören die Harley MSS zum Gründungsbestand der British Library. Sie wurden 1753 vom Parlament erworben.

## Geschichte
Die Harleian Collection und die anderen Altbestände der Bibliothek des Britischen Museums sind jetzt Teil der 1973 durch Zusammenlegung der British Museum Library und einiger weiterer Bibliotheken gegründeten Britischen Bibliothek in London.
Zu den bekannten Handschriften gehören die Historia Brittonum (Harley 3859), die Harley Latin Gospels (Harley 1775), ein in Unziale geschriebenes Evangeliar aus dem 6. Jahrhundert, das Harley-Evangeliar und der am Hofe Rogers II. in Palermo um 1150 entstandene dreisprachige Psalter  (Harley 5786). In der linken der drei Spalten steht der griechische Text in der Fassung der Septuaginta, in der mittleren der lateinische Text in der Übersetzung des Hieronymus und in der rechten Spalte die arabische Übersetzung des melchitischen Diakons Abu'l-Fath 'Abdall-h ibn al-Fadl ibn 'Abdall-h al-Mutr-n al-Antaki aus Antiochien aus dem 11. Jahrhundert.